# Fred Benson
Fredua Buadee Benson Erchiah (ur. 10 kwietnia 1984 w Akrze) – holenderski piłkarz występujący na pozycji środkowego napastnika w De Dijk. Posiada również obywatelstwo Ghany.
W Eredivisie rozegrał 143 spotkania i zdobył 33 bramki.

## Lechia Gdańsk
Przed sezonem 2011/2012 Benson trafił do Lechii Gdańsk. W styczniu 2012 roku jego kontrakt został rozwiązany, czego powodem była słaba runda jesienna w wykonaniu zawodnika. W polskiej Ekstraklasie rozegrał 11 spotkań, strzelając bramkę przeciwko Cracovii.